# غالاغا 88
غالاغا (بالإنجليزية: Galaga '88)‏ ، هي لعبة فيديو إلكترونية من نوع شوتم أب ، أنتجت شركة نامكو اليابانية سنة 1987م.

## وصلات خارجية
- غالاغا 88 على موقع القائمة القاتلة لألعاب الفيديو
- غالاغا 88 at the Arcade History database
- غالاغا 88 guide في موقع ستراتيجي ويكي